# Haplochromis macropsoides
Haplochromis macropsoides és una espècie de peix de la família dels cíclids i de l'ordre dels perciformes present al Llac George (Uganda).
Els mascles poden assolir els 7,7 cm de longitud total.